# Große Moschee von Taipeh

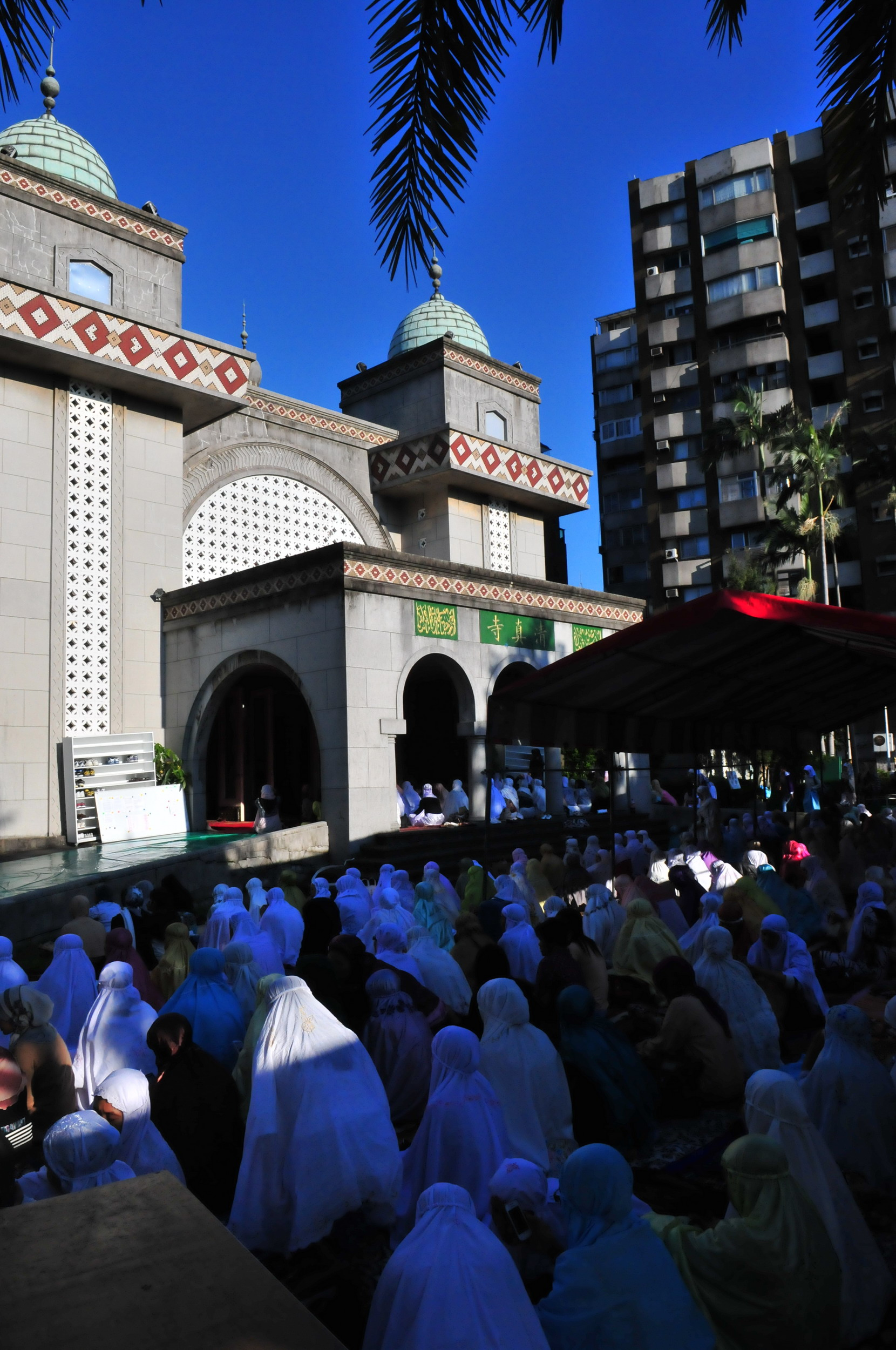
Große Moschee von Taipeh

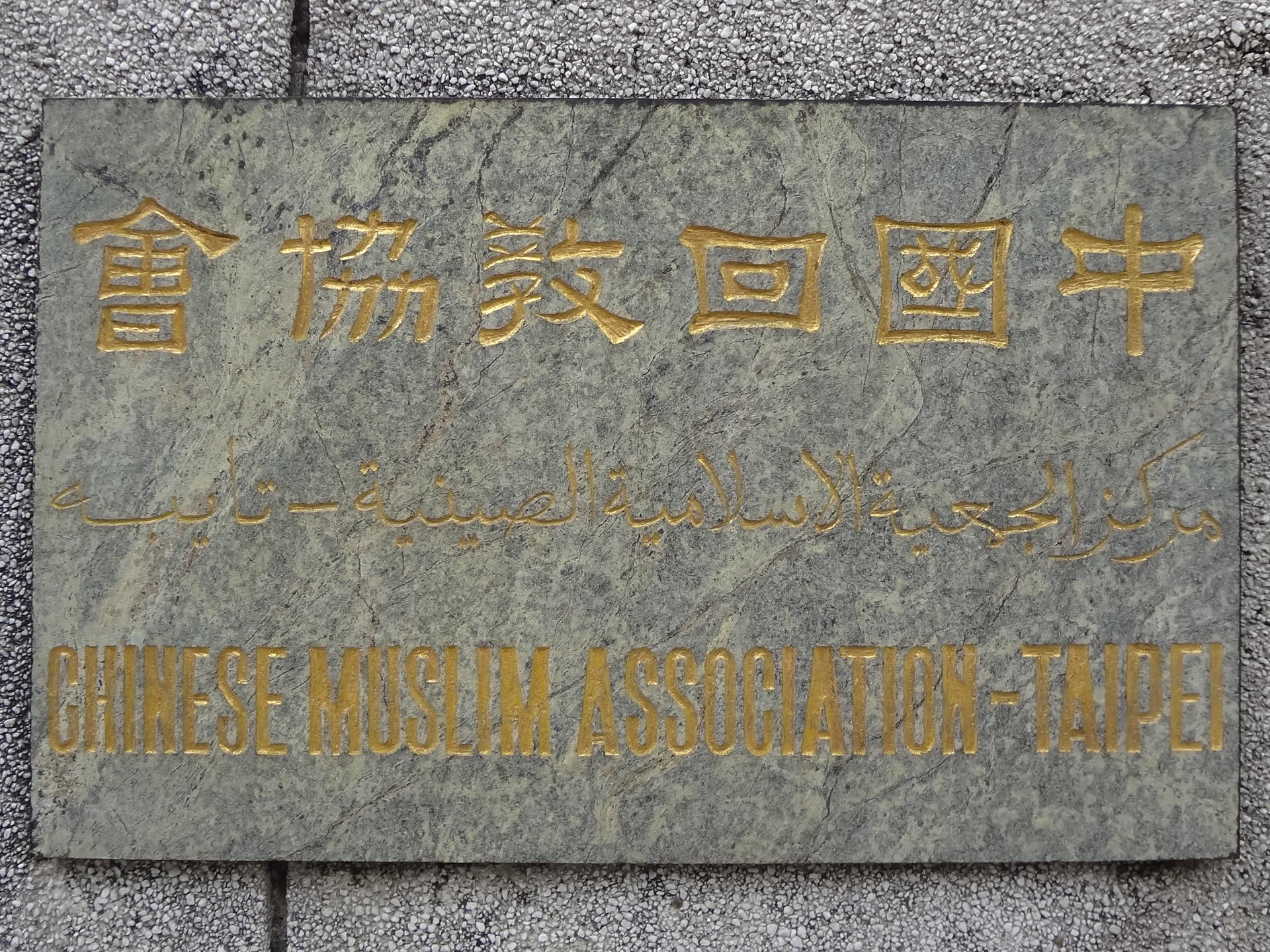
Tafel der Chinese Muslim Association an der Mauer der Moschee

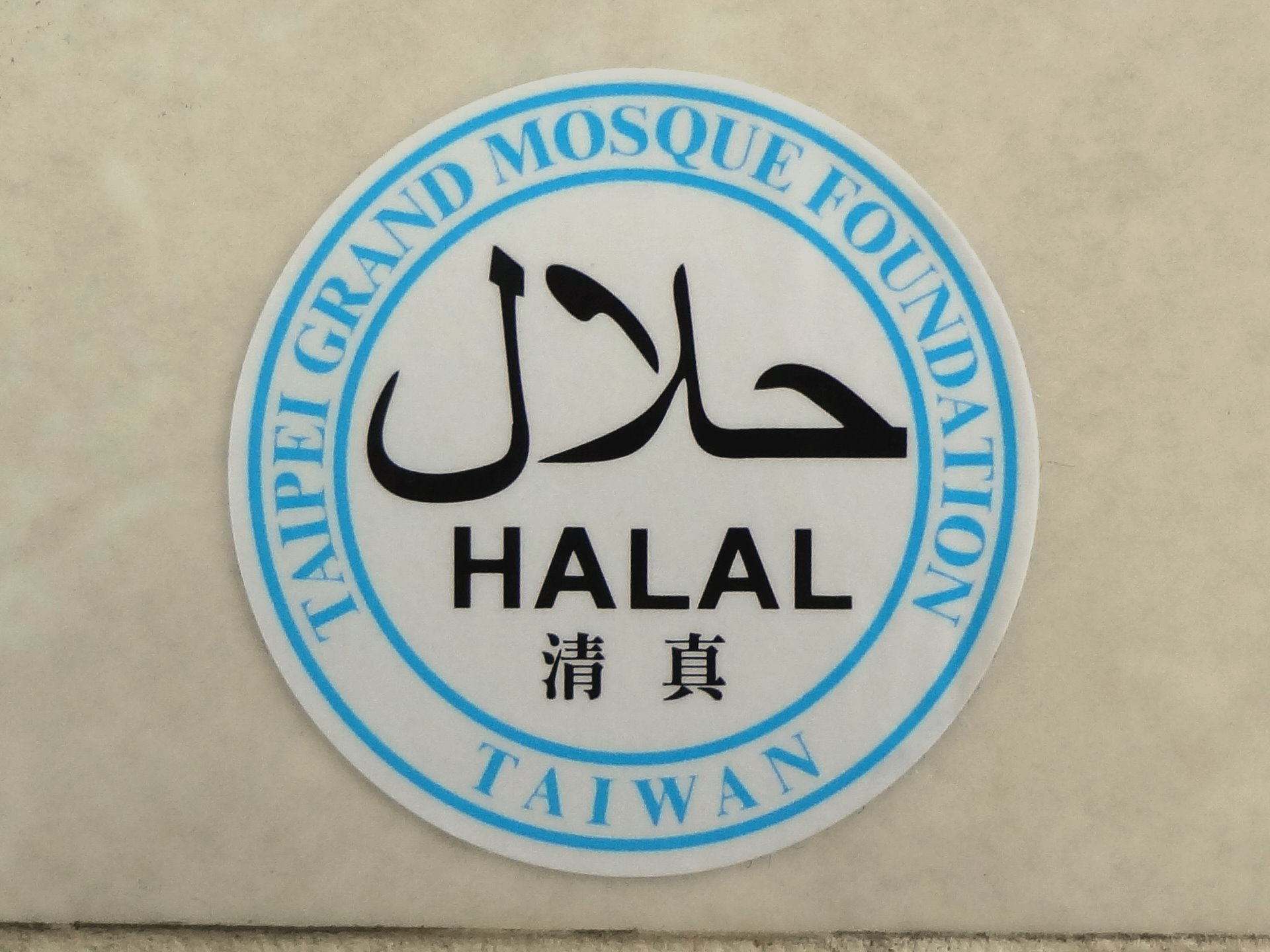
Halal-Etikett der Moschee-Stiftung

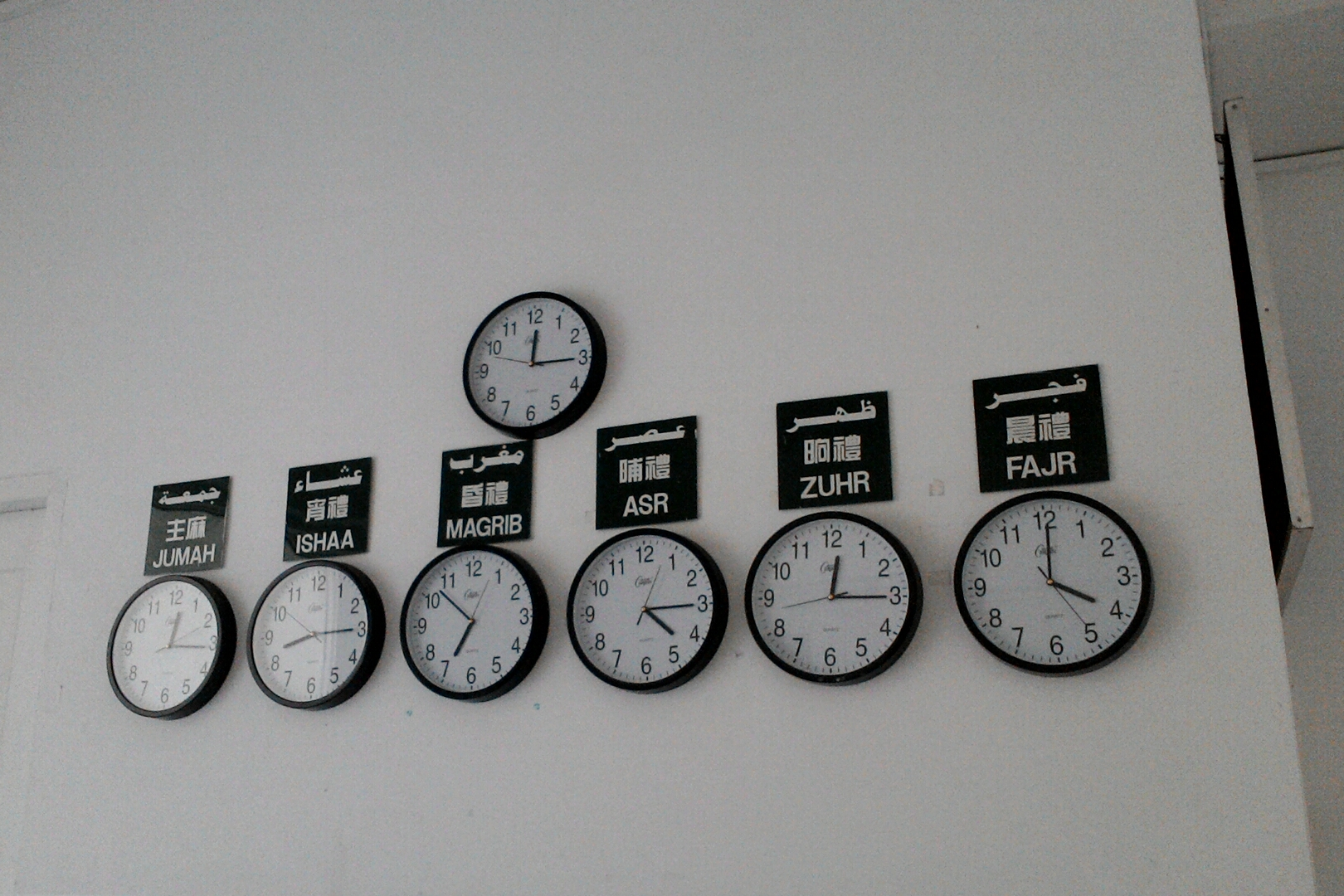
Gebetszeiten-Anzeige in der Moschee (von rechts nach links): Fadschr (Morgendämmerung), Zuhr (Mittag), ʿAsr (Nachmittag), Maghrib (Sonnenuntergang), ʿIschā (Abend), Dschumʿa (Freitag)

Die Große Moschee von Taipeh (engl. Taipei Grand Mosque) ist die größte und bekannteste Moschee Taiwans. Sie befindet sich in Da’an, einem südlichen Bezirk der taiwanischen Hauptstadt Taipeh. Ihre Gesamtfläche in der Xinsheng South Street beträgt über 2500 Quadratmeter. Sie wurde am 26. Juni 1999 von der Stadtregierung von Taipeh als historisches Denkmal eingetragen.

## Geschichte
In der zweiten Hälfte der 1950er Jahre wurde nach dem Vorschlag zum Bau einer Moschee durch den Vorsitzenden der Chinese Muslim Association (CMA) Bai Chongxi und  dem Außenminister George Yeh der Bau durch den Architekten Yang Cho-cheng entworfen, durch die Continental Engineering Corporation realisiert und am 13. April 1960 fertiggestellt. Die Baukosten trug die Chinese Muslim Association getragen, hundertfünfzigtausend US-Dollar kamen vom Schah von Persien, Mohammad Reza Pahlavi, und hunderttausend US-Dollar vom König von Jordanien, später erließ die taiwanesische Regierung die restliche Abzahlung. Die Moschee unterhält enge Verbindungen zu Saudi-Arabien, das die Moschee weiterhin finanziell unterstützt. Im Jahr 1971 besuchte der saudische König Faisal die Moschee.

## Architektur
Der Bau ist die größte Moschee Taiwans, seine Anlage umfasst eine Empfangshalle, eine Gebetshalle, Büros, eine Bibliothek und eine Reinigungshalle. Sie verbindet moderne mit nahöstlichen Architekturelementen.

## Verschiedenes
Von Shih Tzu-chou (1879–1969), dem späteren Vorsitzenden der CMA, erschien 1958 eine Koran-Übersetzung mit Erläuterungen in Mandarin im Druck.